# Bongo Bong
Bongo Bong è il primo singolo da solista di Manu Chao estratto dal suo primo album, Clandestino. È sicuramente uno dei suoi più grandi successi e delle sue canzoni più conosciute. Si tratta di un remake del brano che scrisse per i Mano Negra, King of Bongo. Nell'album fa parte di un medley con Je ne t'aime plus. La musica è stata anche riutilizzata per altri pezzi come Mr. Bobby che è stata inserita come lato B di questo singolo, prima di essere registrata anche nel secondo album del cantante.

## Tracce
1. Bongo Bong
2. Je ne t'aime plus
3. Mr. Bobby
4. Bienvenido a Tijuana

## Classifiche
| Paese       | Posizione più alta |
| ----------- | ------------------ |
| Austria     | 4                  |
| Francia     | 40                 |
| Germania    | 7                  |
| Italia      | 5                  |
| Paesi Bassi | 42                 |
| Svezia      | 45                 |
| Svizzera    | 15                 |